# Aimo Tepsell
Aimo Tepsell, född den 8 maj 1932 i Sodankylä, död 30 juni 2017, var en finländsk orienterare som tog VM-silver individuellt och i stafett vid de första världsmästerskapen 1966 samt ett individuell EM-brons 1964.